# 小樽市立病院
小樽市立病院（おたるしりつびょういん、英語: Otaru General Hospital）は、北海道小樽市にある病院（市区町村立病院）。

## 概要
2003年（平成15年）に2つの市立病院を統合した新市立病院の基本構想を策定していたが、市の財政状況が厳しい中での莫大な事業費や建設地を巡って市民らの反発が大きくなったこと、病院の経営状況が悪化している中で新病院建設のための市の起債申請が道によって協議先送りになったことなどにより基本設計を一時中断した。2007年（平成19年）総務省が示した「公立病院改革ガイドライン」に基づき、「小樽市立病院改革プラン」を策定。改めて市立病院の在り方の見直しを行い、市立小樽病院と小樽市立脳・循環器・こころの医療センターを統合した新病院を計画当初に予定していた小樽市立量徳小学校跡地に建設する「新市立病院計画概要」を策定した。新病院建設決定後も入札を2度延期する事態に追われたが、2014年（平成26年）に小樽市立病院が開院した。

## 機関指定等
| 保険医療機関                               | 労災保険指定医療機関                                 |
| 生活保護法指定医療機関                     | 指定自立支援医療機関（育成・更生医療、精神通院医療） |
| 原子爆弾被爆者一般疾病指定医療機関         | エイズ治療拠点病院                                   |
| 北海道がん診療連携指定病院                 | 北海道指定精神科病院                                 |
| 北海道指定精神科病院応急入院指定病院       | 第二種感染症指定医療機関（結核病床・感染症病床）     |
| 災害拠点病院                               | 北海道DMAT指定医療機関                               |
| 初期被ばく医療機関                         | 救急告示病院（救急指定病院）                         |
| 小樽市二次救急医療機関（病院群輪番制病院） | 北海道認知症疾患医療センター                         |
| 特定疾患治療研究事業受託医療機関           | 小児慢性特定疾患治療研究事業受託医療機関             |

## 沿革
「沿革」参照

### 市立小樽病院
- 1912年（明治45年） - 私立小樽病院創立。
- 1913年（大正02年） - 小樽病院看護婦講習所開設。
- 1928年（昭和03年） - 市立小樽病院となる（診療科目は内科・外科・小児科・産婦人科・耳鼻咽喉科・皮膚科）。
- 1936年（昭和11年） - 精神・神経科新設。
- 1953年（昭和28年） - 第1新館新築工事完了。
- 1954年（昭和29年） - 整形外科新設。
- 1955年（昭和30年） - 市立小樽病院附属准看護婦養成所開設。
- 1958年（昭和33年） - 第2新館新築工事完了。
- 1964年（昭和39年） - 救急指定病院となる。
- 1968年（昭和43年） - 市立小樽病院高等看護学院開設。
- 1969年（昭和44年） - 増改築工事完了。
- 1970年（昭和45年） - 市立小樽病院高等看護学院寄宿舎新築工事完了。
- 1973年（昭和48年） - 市立小樽病院附属保育室開設。
- 1974年（昭和49年） - 放射線科新設。
- 1975年（昭和50年） - 看護婦宿舎新築工事完了。
- 1976年（昭和51年） - 麻酔科新設。
- 1990年（平成02年） - 脳神経外科外来新設。
- 1997年（平成09年） - 災害拠点病院指定。
- 2008年（平成20年） - 精神科・神経科外来休診。
- 2009年（平成21年） - 地方公営企業法全部適用、小樽市病院局設置。形成外科外来開設。
- 2010年（平成22年） - 病院ボランティア開始。DPC準備病院指定。
- 2012年（平成24年） - 診断群分類包括評価支払制度（DPC/PDPS）対象病院指定。消化器内科開設。

### 小樽市立病院
- 2014年（平成26年） - 小樽市立病院開院[1][5][6]。
- 2015年（平成27年） - 旧市立小樽病院跡地に駐車場オープン[1]。

## 診療科等
診療科
内科
呼吸器内科
消化器内科
循環器内科
神経内科
外科
心臓血管外科
脳神経外科
整形外科
形成外科
精神科
小児科
皮膚科
泌尿器科
婦人科
眼科
耳鼻咽喉科
放射線診断科
放射線治療科
病理診断科
麻酔科
専門外来
血液
糖尿病
神経
禁煙外来
肝臓外来
リウマチ・膠原（こうげん）病外来
内分泌・糖尿病
腎臓
心臓外来・川崎病・慢性疾患（小児）
神経外来（小児）
ペインクリニック
緩和ケア
脊髄外来（しびれ外来）
下肢静脈瘤（りゅう）
専門センター
消化器病センター
心臓血管センター
脳卒中センター
認知症疾患医療センター
けんしんセンター

## 施設認定等
| 日本内科学会教育認定施設教育関連病院                                   | 日本リウマチ学会教育施設                                               |
| 日本消化器病学会専門医制度認定施設                                     | 日本消化器内視鏡学会専門医指導施設                                     |
| 日本循環器学会循環器専門医研修施設                                     | 日本心血管インターベンション治療学会研修関連施設                       |
| 日本外科学会外科専門医制度修練施設                                     | 日本消化器外科学会専門医修練施設                                       |
| 心臓血管外科専門医認定機構認定関連施設                                 | 日本ステントグラフト実施基準管理委員会認定腹部ステントグラフト実施施設 |
| 日本ステントグラフト実施基準管理委員会認定胸部ステントグラフト実施施設 | 日本脳神経外科学会専門医認定制度研修プログラム研修施設                 |
| 日本脳卒中学会認定研修教育病院                                         | 日本形成外科学会専門医制度認定施設                                     |
| 日本精神神経学会精神科専門医制度研修施設                               | 日本泌尿器科学会専門医教育施設                                         |
| 日本眼科学会専門医制度研修施設                                         | 日本耳鼻咽喉科学会専門医研修施設                                       |
| 日本医学放射線学会放射線科専門医修練機関                               | 日本病理学会研修登録施設                                               |
| 日本臨床細胞学会認定施設                                               | 日本麻酔科学会麻酔科認定病院                                           |
| 日本ペインクリニック学会指定研修施設                                   | 日本がん治療認定医機構認定研修施設                                     |
| 日本静脈経腸栄養学会NST稼働施設                                        | 札幌医科大学卒前教育関連施設                                           |

## 関連施設
- 小樽市立高等看護学院[8]

## 交通アクセス・駐車場
- 北海道旅客鉄道（JR北海道）函館本線南小樽駅下車
- 北海道中央バス（おたもい営業所）「市立病院前」「双葉高校前」バス停下車
- 北海道中央バス（おたもい営業所、真栄営業所、札樽線）、ジェイ・アール北海道バス（札樽線）「住吉神社前」バス停下車、
- 駐車場250台
  - 身体障がい者用駐車場11台（駐車場内5台、救急前6台）

## 参考資料
- “市立小樽病院 小樽市立脳・循環器・こころの医療センター” (PDF).  小樽市. 2016年5月25日閲覧。
- “新市立病院建設について”.   小樽市. 2016年5月26日閲覧。
- “市立病院関連”. 小樽ジャーナル.   小樽ジャーナル社. 2016年5月26日閲覧。